# Ерік Пітерс
Ерік Пітерс (нід. Erik Pieters, нар. 7 серпня 1988, Тієль, Нідерланди) — нідерландський футболіст, захисник англійського клубу «Вест-Бромвіч Альбіон».
Виступав, зокрема, за клуби ПСВ та «Сток Сіті», а також національну збірну Нідерландів.
Дворазовий володар Суперкубка Нідерландів. Володар Кубка Нідерландів. 

## Клубна кар'єра
У дорослому футболі дебютував 2006 року виступами за команду клубу «Утрехт», в якій провів два сезони, взявши участь у 51 матчі чемпіонату. Більшість часу, проведеного у складі «Утрехта», був основним гравцем захисту команди.
Своєю грою за цю команду привернув увагу представників тренерського штабу клубу ПСВ, до складу якого приєднався 2008 року. Відіграв за команду з Ейндговена наступні п'ять сезонів своєї ігрової кар'єри.
2013 року уклав контракт з клубом «Сток Сіті», у складі якого провів наступні шість років своєї кар'єри гравця. Більшість часу, проведеного у складі «Сток Сіті», був основним гравцем захисту команди.
Протягом 2019 року захищав кольори клубу «Ам'єн» на правах оренди.
До складу клубу «Бернлі» приєднався 2019 року. 

## Виступи за збірні
Протягом 2007–2010 років залучався до складу молодіжної збірної Нідерландів. На молодіжному рівні зіграв у 21 офіційному матчі, забив 1 гол.
2010 року дебютував в офіційних матчах у складі національної збірної Нідерландів. Наразі провів у формі головної команди країни 18 матчів.

## Титули і досягнення
- Володар Суперкубка Нідерландів (2):

ПСВ: 2008, 2012
- Володар Кубка Нідерландів (1):

ПСВ: 2011-12
- Чемпіон Європи (U-21): 2007